# Rodzinka.pl
Rodzinka.pl (deutsch: Familie.pl) ist eine polnische Comedy-Fernsehserie über eine in Warschau lebende Familie. Die Serie ist eine Adaption der kanadischen Serie Les Parent.

## Handlung
Die Familie Boski lebt in Warschau, wo sie komödiantisch durch den Tag geht: Natalia, Ludwig, Kacper, Kuba und Tomek gehören zur Familie. Außerdem gibt es Natalias Eltern, die Lipskis. Es gibt auch Freunde, wie z. B. Marek, Marysia, Viola, Bolo (eigentlich Bolebor), Agata oder Paula und viele weitere.

## Ausstrahlung
Die ersten fünf Staffeln wurden von 2011 bis 2013 auf dem Sender TVP2 ausgestrahlt. Im Jahr 2014 wurde bekanntgegeben, dass eine sechste Staffel produziert werde. Wegen der Schwangerschaft der Hauptdarstellerin Małgorzata Kożuchowska wurde die Produktion auf Ende 2014 verschoben und Anfang 2015 ausgestrahlt. Die Staffeln sechs bis vierzehn wurden 2015 bis 2019 auf dem  Sender TVP2 ausgestrahlt. Ab der fünfzehnten Staffel werden die Episoden sonntags erstausgestrahlt, die Erstausstrahlung war im September 2019.

## Darsteller
| Name                      | Rolle          | Jahr(e)                    |
| ------------------------- | -------------- | -------------------------- |
| Małgorzata Kożuchowska    | Natalia Boska  | 2011–2013; seit 2015       |
| Tomasz Karolak            | Ludwig Boski   | 2011–2013; seit 2015       |
| Maciej Musiał             | Tomek Boski    | 2011–2013; seit 2015       |
| Adam Zdrójkowski          | Kuba Boski     | 2011–2013; seit 2015       |
| Mateusz Pawłowski         | Kacper Boski   | 2011–2013; seit 2015       |
| Agata Kulesza             | Marysia        | 2011–2013; seit 2015       |
| Jacek Braciak             | Marek          | 2011–2013; seit 2015       |
| Olga Kalicka              | Magda          | 2011–2013; seit 2015       |
| Adam Sikora               | Filip          | 2012–2013; seit 2015       |
| Emilia Dankwa             | Zosia Zalewska | 2012–2013; seit 2015       |
| Dariusz Dziorek           | Bolo (Bolebor) | 2012–2013; seit 2015       |
| Wiktoria Gąsiewska        | Agata          | 2012–2013; seit 2016       |
| Julia Wieniawa-Narkiewicz | Paula          | 2013; seit 2015            |
| Magdalena Stużyńska-Bauer | Viola          | 2012–2013; seit 2015       |
| Jan Raubo                 | Maciek         | 2012–2013; 2015; seit 2017 |
| Witold Sosulski           | Antek          | 2012–2013; seit 2015       |
| Halina Skoczyńska         | Janina Lipska  | 2011–2013; 2015–2016       |
| Michał Grudziński         | Zenon Lipski   | 2011–2012; 2015–2016       |
| Agnieszka Wosińska        | Beata          | seit 2018                  |
| Krzysztof Dracz           | Jan            | seit 2018                  |
| Aleks Kalicki             | ??             | seit 2019                  |

## Staffeln
| Staffel        | Episoden       | Anfang             | Finale            |
| -------------- | -------------- | ------------------ | ----------------- |
| 1              | 26             | 2. März 2011       | 25. Mai 2011      |
| 2              | 26             | 7. September 2011  | 7. Dezember 2011  |
| 3              | 26             | 7. September 2012  | 30. November 2012 |
| 4              | 26             | 1. März 2013       | 7. Juni 2013      |
| 5              | 26             | 6. September 2013  | 6. Dezember 2013  |
| 6              | 26             | 6. März 2015       | 5. Juni 2015      |
| 7              | 13             | 11. September 2015 | 4. Dezember 2015  |
| 8              | 13             | 4. März 2016       | 3. Juni 2016      |
| 9              | 13             | 2. September 2016  | 2. Dezember 2016  |
| SPEZIALEPISODE | SPEZIALEPISODE | 21. Dezember 2016  | 21. Dezember 2016 |
| 10             | 13             | 3. März 2017       | 2. Juni 2017      |
| 11             | 17             | 8. September 2017  | 15. Dezember 2017 |
| 12             | 14             | 2. März 2018       | 8. Juni 2018      |
| 13             | 13             | 14. September 2018 | 7. Dezember 2018  |
| 14             | 13             | 8. März 2019       | 7. Juni 2019      |
| 15             | 13             | 8. September 2019  | 1. Dezember 2019  |
| 16             | 13             | 1. März 2020       | 3. Mai 2020       |

## Miniserie
Im Jahr 2013 wurde eine Miniserie als Spin-off der Serie Rodzinka.pl unter dem Titel Boscy w sieci (dt.: Die Boskis im Netz) über die Familie Boski gedreht. Die Miniserie hat eine Staffel mit 13 jeweils etwa dreiminütigen Episoden. Die Serie wurde von Patrick Yoka regiert. Es traten die Hauptschauspieler auf, die im Jahr 2013 in der Serie Rodzinka.pl auftraten.
In der Serie geht es vor allem um Tests von Produkten der Firma Orange.